# プルキンエ繊維
プルキンエ繊維 （プルキンエせんい、英: Purkinje fibers）は、特殊な心筋細胞（線維）である。心臓の伝導系は特殊な心筋細胞で構成されているが、プルキンエ線維は心尖部における刺激伝導系の細分割された筋線維束を構成する要素（心筋細胞）であり、心尖部心内膜下における伝導ネットワークを構成している。

## 語源
1839年にこの細胞を発見したヤン・エヴァンジェリスタ・プルキンエの名前にちなんで命名された。 